# Station Halle (België)

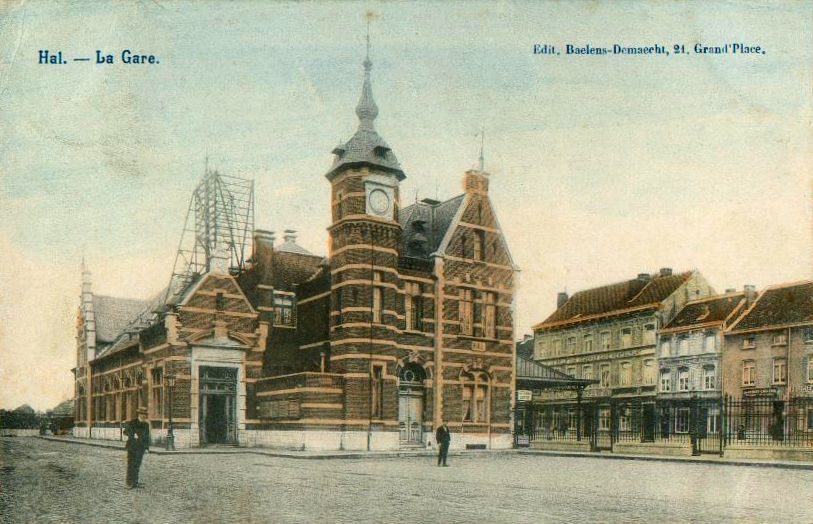
Het oude station

Station Halle is een spoorwegstation in de stad Halle langs spoorlijn 96 (Brussel - Bergen - Quévy). Het station is tevens het eindstation van spoorlijn 26 naar Schaarbeek en van spoorlijn 94 naar Doornik.

## Het oude stationsgebouw
Dit decoratieve station in neo-Vlaamse Renaissancestijl werd in 1887 gebouwd naar ontwerp van architect Henri Fouquet, ter vervanging van een eerder gebouw uit 1840.
Het station moest in 1993 plaatsmaken voor de hogesnelheidslijn Brussel - Parijs / Londen. Op aandringen van monumentenzorg- en architectuurverenigingen werd het zogenaamd voorzichtig gedemonteerd en werden plannen en beloften gedaan voor wederopbouw voor culturele doeleinden.
De onderdelen van het station werden echter niet op een beveiligde plek voorzichtig gestapeld, maar gedumpt op een weide. Uiteindelijk werden ze deels gebruikt als sculpturen op het nieuwe stationsplein en als brokstukken in bloembakken. De rest liet men achter op een weide tegenover het recyclagepark van Halle.
Op 12 januari 2018 publiceerde de krant Het Laatste Nieuws dat de stad Halle enkele dagen later zou overgaan tot een openbare verkoop van de laatste brokstukken arduin die ooit het oude station sierden.

## Het nieuwe stationsgebouw
Dit moderne gebouw bestaat uit een grote overkapping van een kleiner glazen gebouw. De sporen daarentegen, die een verdieping lager liggen, zijn niet overdekt.

## Galerij

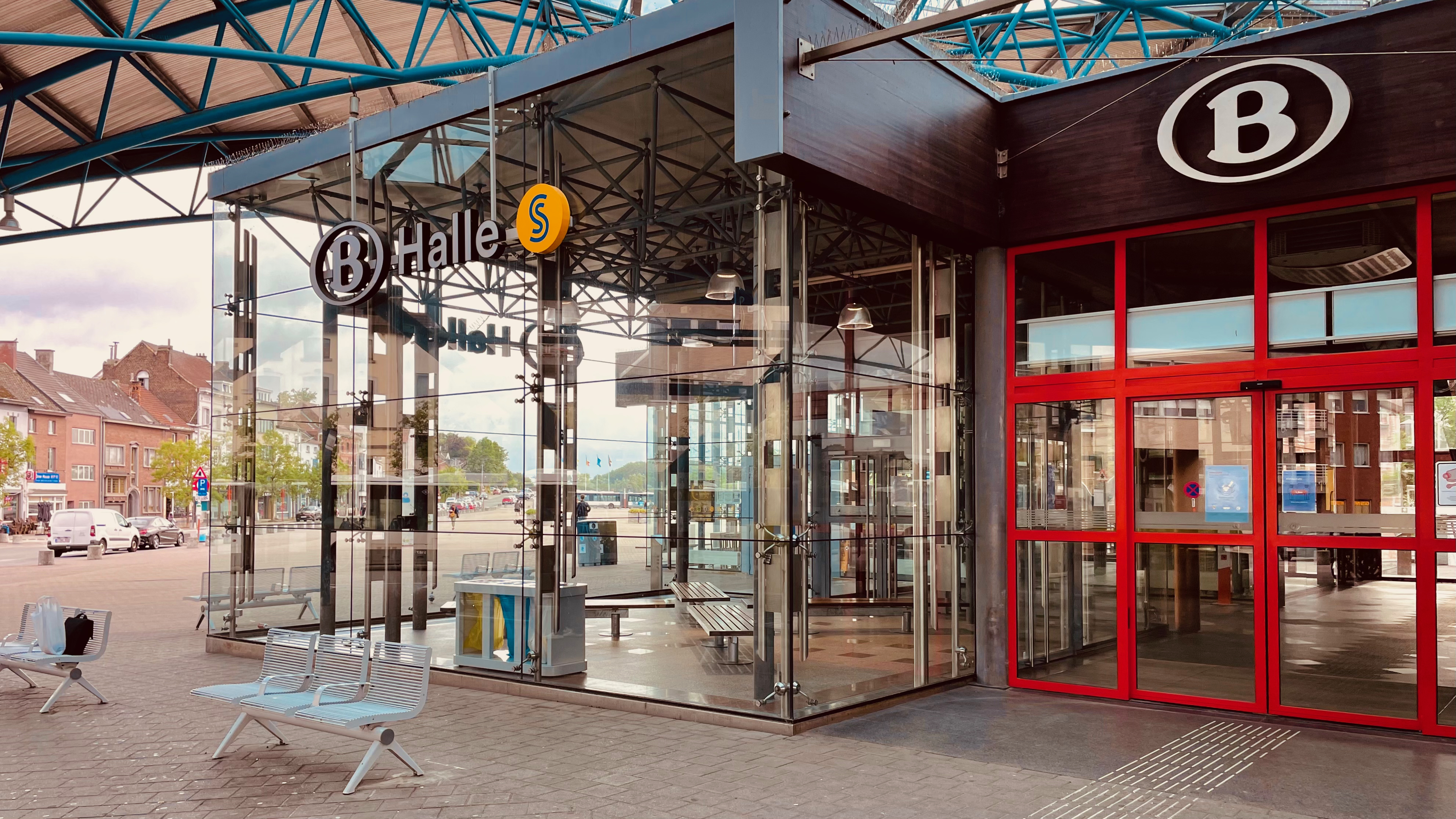
Het stationsgebouw
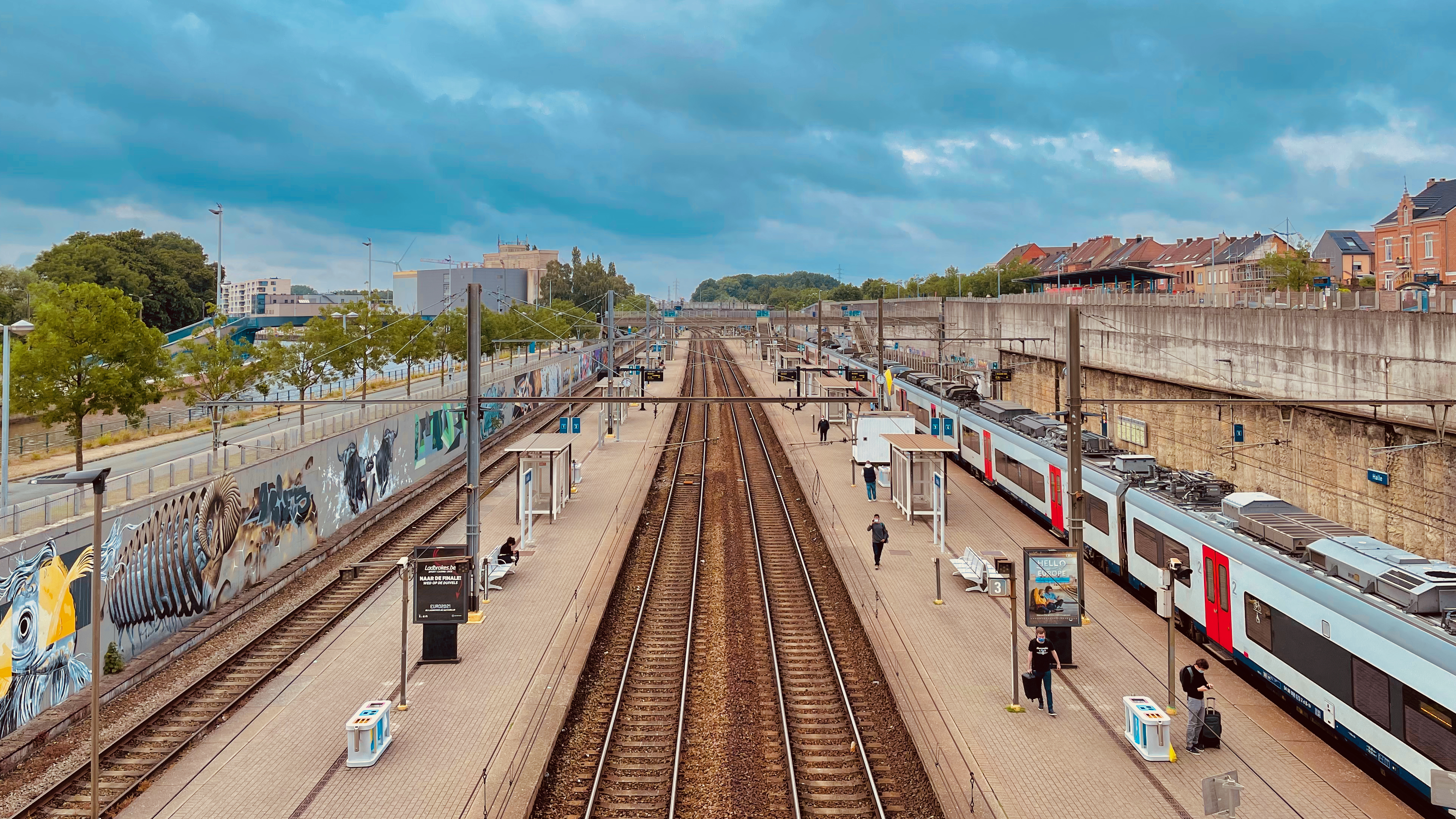
Zicht op de sporen
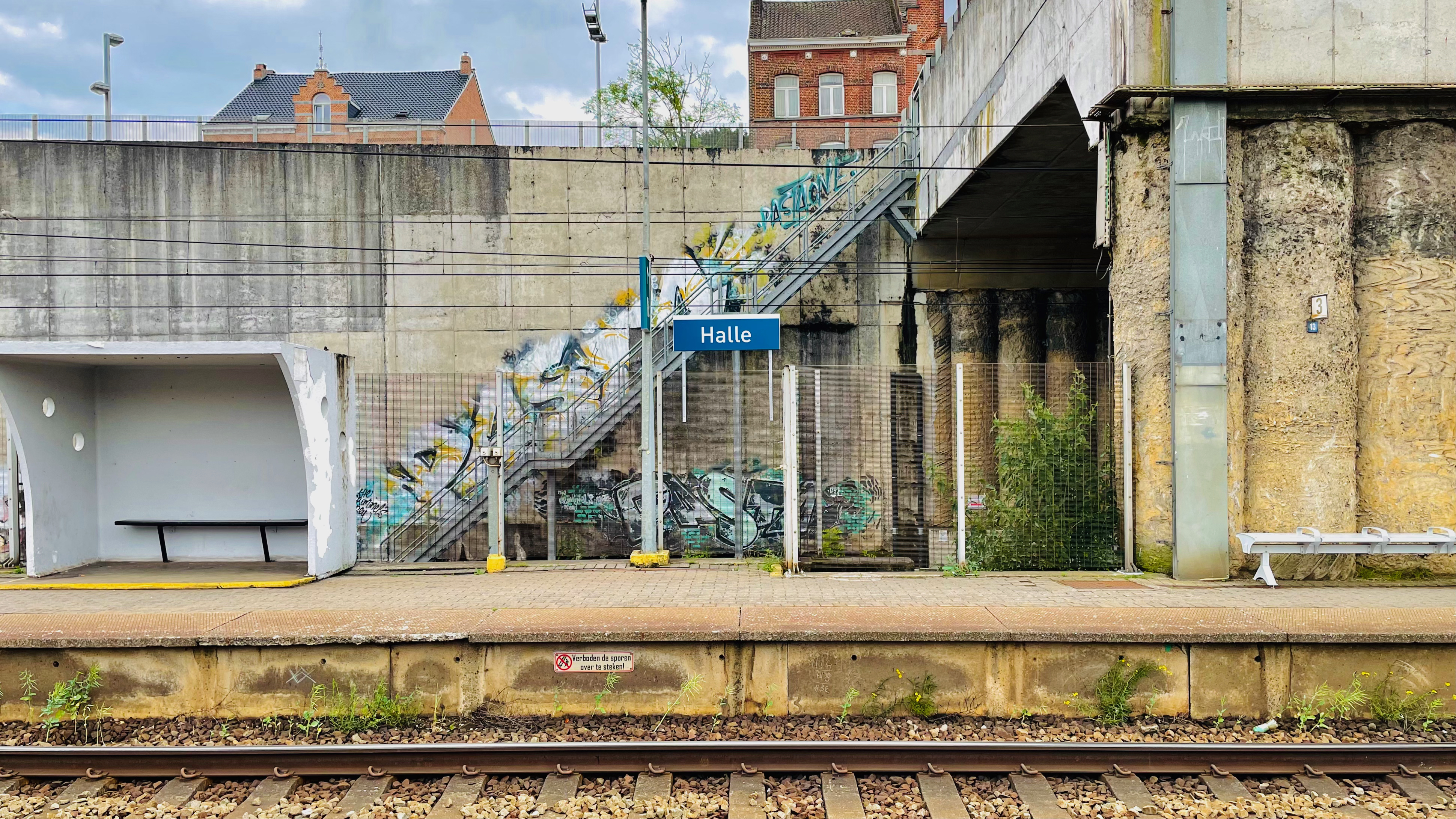
Plaatsnaambord op een perron
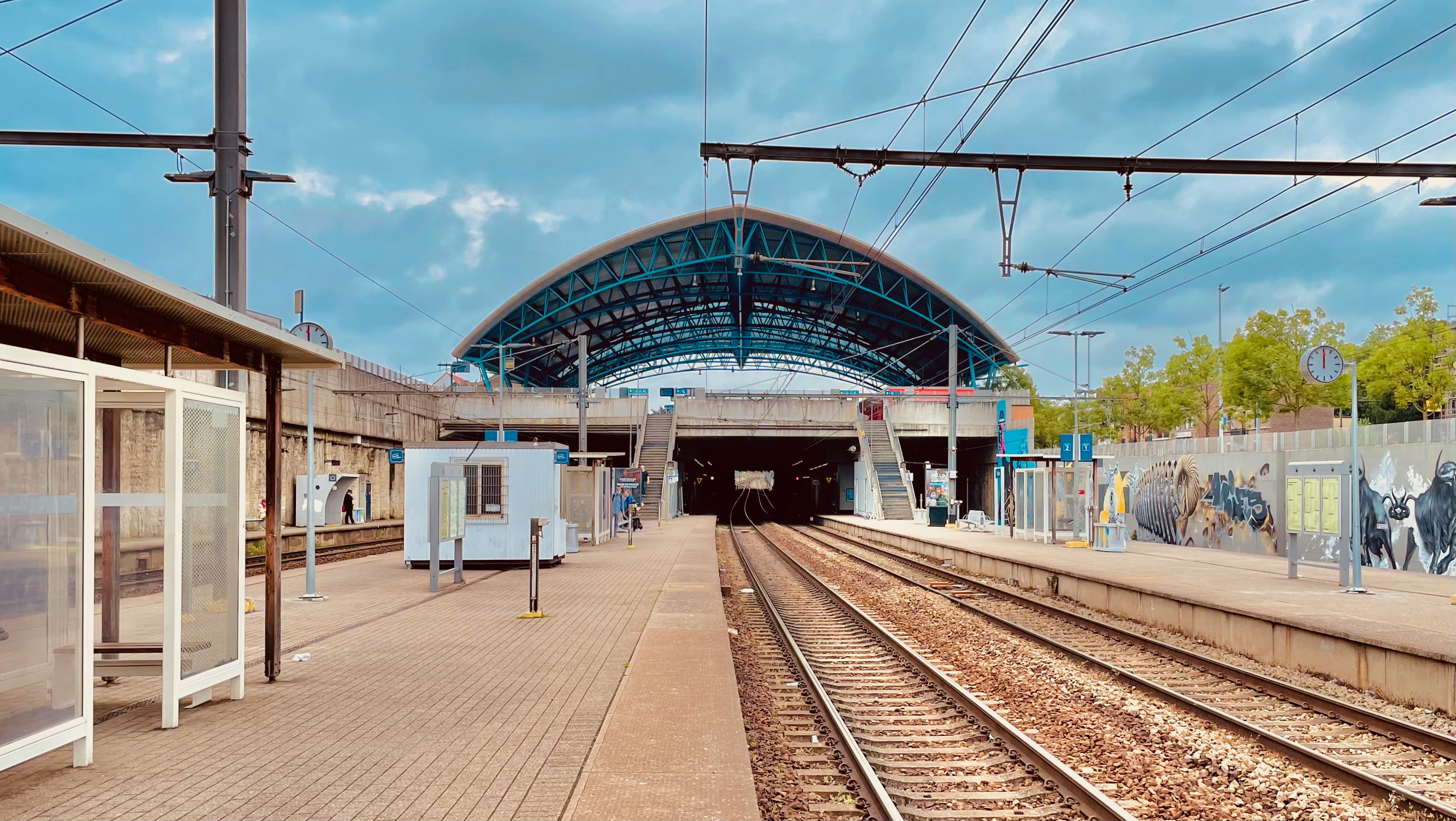
Zicht op de perrons
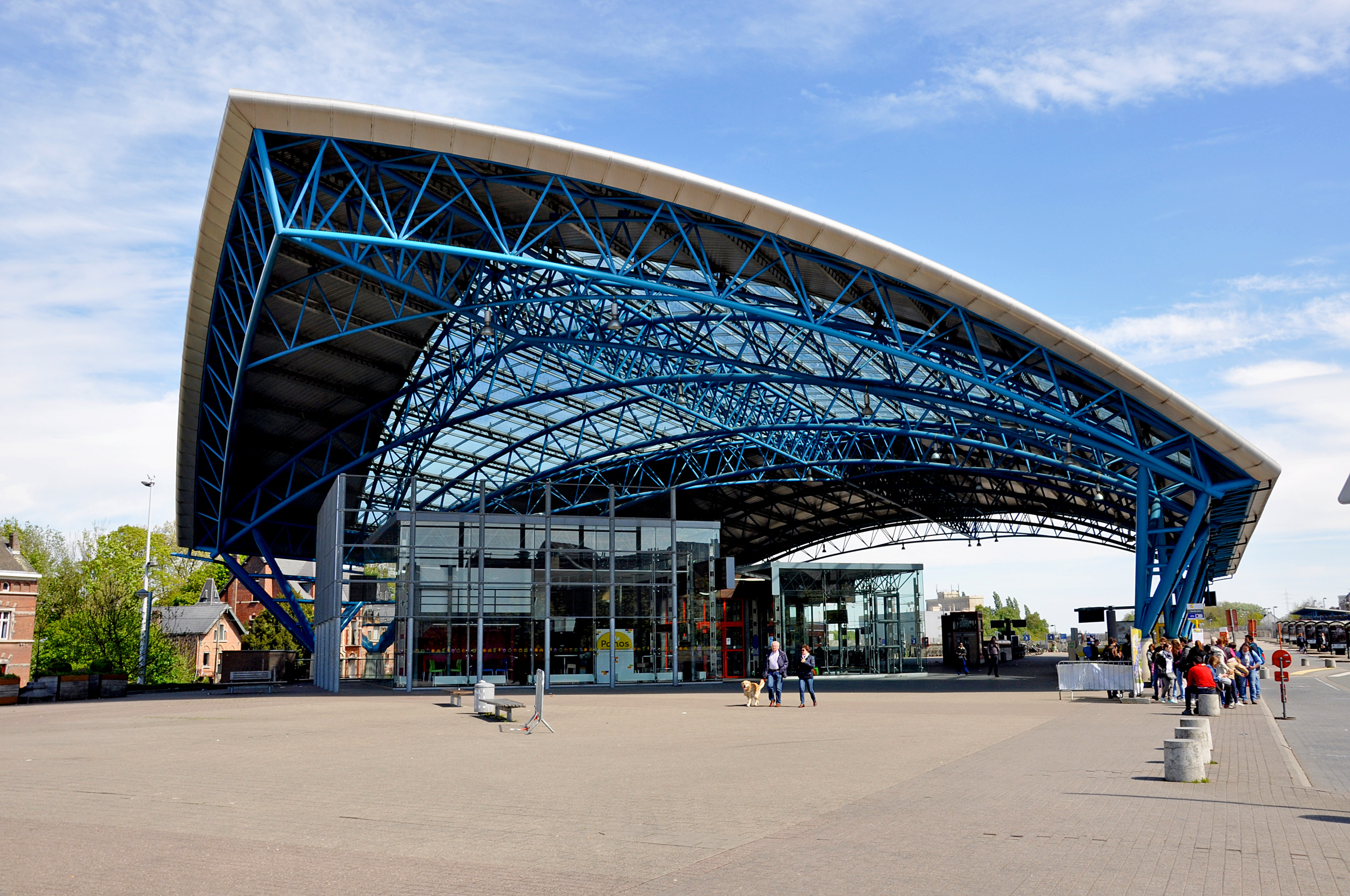
Het station (2017)

## Treindienst
| Serie       | Treinsoort          | Route                                                                                      | Bijzonderheden |
| ----------- | ------------------- | ------------------------------------------------------------------------------------------ | --- |
| IC 06       | Intercity (NMBS)    | Brussels Airport-Zaventem – Brussel-Zuid – Halle – Doornik                                 | |
| IC 11       | Intercity (NMBS)    | Binche – La Louvière-Centrum – Halle – Brussel-Zuid – Schaarbeek [ – Mechelen – Turnhout ] | Rijdt in het weekend tussen Binche en Schaarbeek. |
| IC 14       | Intercity (NMBS)    | Quiévrain – Bergen – Halle – Brussel-Zuid – Leuven – Luik-Guillemins                       | Rijdt alleen op werkdagen. |
| IC 26       | Intercity (NMBS)    | Kortrijk – Doornik – Halle – Brussel-Zuid – Sint-Niklaas                                   | Rijdt alleen op werkdagen, laatste rit stopt bijkomend in elk station tussen Jette en Dendermonde.                                                              |
| S 2         | GEN (NMBS)          | 's-Gravenbrakel – Halle – Brussel-Zuid – Leuven                                            | Rijdt 1×/u. op zondag. |
| S 5         | GEN (NMBS)          | [ Geraardsbergen – ] Edingen – Halle – Brussel-Schuman – Vilvoorde – Mechelen              | Rijdt in de spits van/naar Geraardsbergen. Rijdt in het weekend tussen Halle en Mechelen. Rijdt tijdens de vakantieperiode 1x/u enkel tussen Halle en Mechelen. |
| S 6         | GEN (NMBS)          | Zottegem – Denderleeuw – Geraardsbergen                                                    | Rijdt alleen op werkdagen. Tijdens de spits een rit vanaf Oudenaarde.                                                                                           |
| S 7         | GEN (NMBS)          | Halle – Merode – Vilvoorde                                                                 | Rijdt alleen op werkdagen. |
| P 7510/8510 | Piekuurtrein (NMBS) | Moeskroen – Doornik – Halle – Brussel-Zuid – Schaarbeek                                    | Rijdt alleen op werkdagen. Twee treinen verder als IC-18 naar Luik-Paleis.                                                                                      |

## Reizigerstellingen
De grafiek en tabel geven het gemiddeld aantal instappende reizigers weer op een week-, zater- en zondag.
| Tabel: aantal instappende reizigers station Halle | Tabel: aantal instappende reizigers station Halle | Tabel: aantal instappende reizigers station Halle | Tabel: aantal instappende reizigers station Halle |
|                                                   | Weekdag                                           | Zaterdag                                          | Zondag                                            |
| ------------------------------------------------- | ------------------------------------------------- | ------------------------------------------------- | ------------------------------------------------- |
| 1977                                              | 5 754                                             | 1 198                                             | 831                                               |
| 1978                                              | 5 398                                             | 879                                               | 649                                               |
| 1979                                              | 5 242                                             | 1 089                                             | 689                                               |
| 1980                                              | 5 177                                             | 878                                               | 748                                               |
| 1981                                              | 5 597                                             | 939                                               | 660                                               |
| 1982                                              | 5 029                                             | 912                                               | 632                                               |
| 1983                                              | 5 135                                             | 715                                               | 544                                               |
| 1984                                              | 5 716                                             | 793                                               | 680                                               |
| 1985                                              | 5 540                                             | 1 154                                             | 997                                               |
| 1986                                              | 4 087                                             | 811                                               | 634                                               |
| 1987                                              | 4 290                                             | 792                                               | 798                                               |
| 1988                                              | 4 781                                             | 812                                               | 596                                               |
| 1989                                              | 4 574                                             | 754                                               | 556                                               |
| 1990                                              | 4 596                                             | 873                                               | 669                                               |
| 1991                                              | 4 494                                             | 935                                               | 672                                               |
| 1992                                              | 4 198                                             | 910                                               | 744                                               |
| 1993                                              | 4 698                                             | 861                                               | 634                                               |
| 1994                                              | 3 100                                             | 601                                               | 511                                               |
| 1995                                              | 2 882                                             | 500                                               | 536                                               |
| 1996                                              | 2 915                                             | 531                                               | 313                                               |
| 1997                                              | 2 815                                             | 630                                               | 506                                               |
| 1998                                              | 2 938                                             | 536                                               | 426                                               |
| 1999                                              | 2 462                                             | 570                                               | 466                                               |
| 2000                                              | 3 520                                             | 660                                               | 540                                               |
| 2001                                              | 4 206                                             | 778                                               | 592                                               |
| 2002                                              | 3 821                                             | 642                                               | 591                                               |
| 2003                                              | 3 853                                             | 938                                               | 718                                               |
| 2004                                              | 4 084                                             | 756                                               | 710                                               |
| 2005                                              | 4 292                                             | 796                                               | 754                                               |
| 2006                                              | 5 044                                             | 1 147                                             | 923                                               |
| 2007                                              | 5 099                                             | 1 042                                             | 1 095                                             |
| 2008                                              | -                                                 | -                                                 | -                                                 |
| 2009                                              | 5 057                                             | 1 201                                             | 988                                               |
| 2010                                              | -                                                 | -                                                 | -                                                 |
| 2011                                              | -                                                 | -                                                 | -                                                 |
| 2012                                              | 4 726                                             | 1 134                                             | 1 063                                             |
| 2013                                              | 5 562                                             | 1 497                                             | 1 180                                             |
| 2014                                              | 5 637                                             | 1 444                                             | 1 331                                             |
| 2015                                              | 6 332                                             | 1 613                                             | 1 278                                             |
| 2016                                              | 6 571                                             | 1 721                                             | 1 571                                             |
| 2017                                              | 8 393                                             | 2 979                                             | 2 586                                             |
| 2018                                              | 8 641                                             | 6 137                                             | 4 835                                             |
| 2019                                              | 9 424                                             | 2 018                                             | 1 607                                             |
| 2020                                              | 5 458                                             | 1 951                                             | 1 550                                             |
| 2021                                              | -                                                 | -                                                 | -                                                 |
| 2022                                              | 8 140                                             | 3 228                                             | 2 792                                             |
| 2023                                              | 7 592                                             | 3 078                                             | 2 624                                             |
| 2024                                              | 8 655                                             | 3 321                                             | 2 415                                             |

## Trivia
In de Vlaamse televisiereeks Witse, die zich afspeelt in Halle, is in de aftiteling een luchtbeeld te zien van de opvallende blauwe overkapping van het station.
0,0: Schaarbeek ·
4,0: Haren ·
4,7: Bordet ·
5,8: Evere ·
6,3: Schaarbeek-Josaphat ·
8,6: Meiser ·
9,9: Merode ·
11,2: Delta ·
12: Arcaden ·
14,7: Boondaal ·
15: Diesdelle ·
16,2: Sint-Job ·
19,7: Moensberg ·
21,4: Beersel ·
24,6: Huizingen ·
28,6: Halle
0,0: Halle ·
5,1: Beert-Bellingen ·
7,2: Sint-Renelde ·
10,0: Bierk ·
15,4: Edingen ·
18,2: Mark ·
24,2: Zullik ·
26,0: Opzullik ·
27,4: Hellebecq ·
30,7: Meslin-l'Evêque ·
32,8: Isières ·
34,4: Lanquesaint ·
38,4: Aat ·
41,7: Villers-Notre-Dame ·
43,7: Ligne ·
47,5: Chapelle-à-Wattines ·
50,4: Leuze ·
53,5: Pipaix ·
56,0: Barry-Maulde ·
61,6: Havinnes ·
63,9: Havinnes-Village ·
68,5: Doornik ·
71,1: Froyennes ·
75,5: Blandain
0,0: Brussel-Zuid ·
3,9: Vorst-Zuid ·
6,0: Ruisbroek ·
9,1: Lot ·
11,1: Buizingen ·
13,6: Halle ·
16,0: Lembeek ·
18,1: Tubeke-Noord ·
18,7: Tubeke ·
20,9: Stéhoux ·
23,7: Hennuyères ·
25,5: Hennuyères-Village ·
29,6: 's-Gravenbrakel ·
35,8: Zinnik ·
41,1: Neufvilles ·
44,8: Masnuy-Saint-Pierre ·
48,6: Jurbeke ·
51,6: Erbisoeul ·
54,6: Ghlin ·
57,5: Nimy-Maisières ·
60:3: Bergen ·
62,2: Cuesmes ·
67,1: Frameries ·
69,4: Genly ·
71,2: Blaregnies ·
74,9: Quévy